# Podgaj Petrovski
Podgaj Petrovski est un village de la municipalité de Petrovsko (comitat de Krapina-Zagorje) en Croatie. Au recensement de 2011, le village comptait 260 habitants.